# Jan Brzękowski

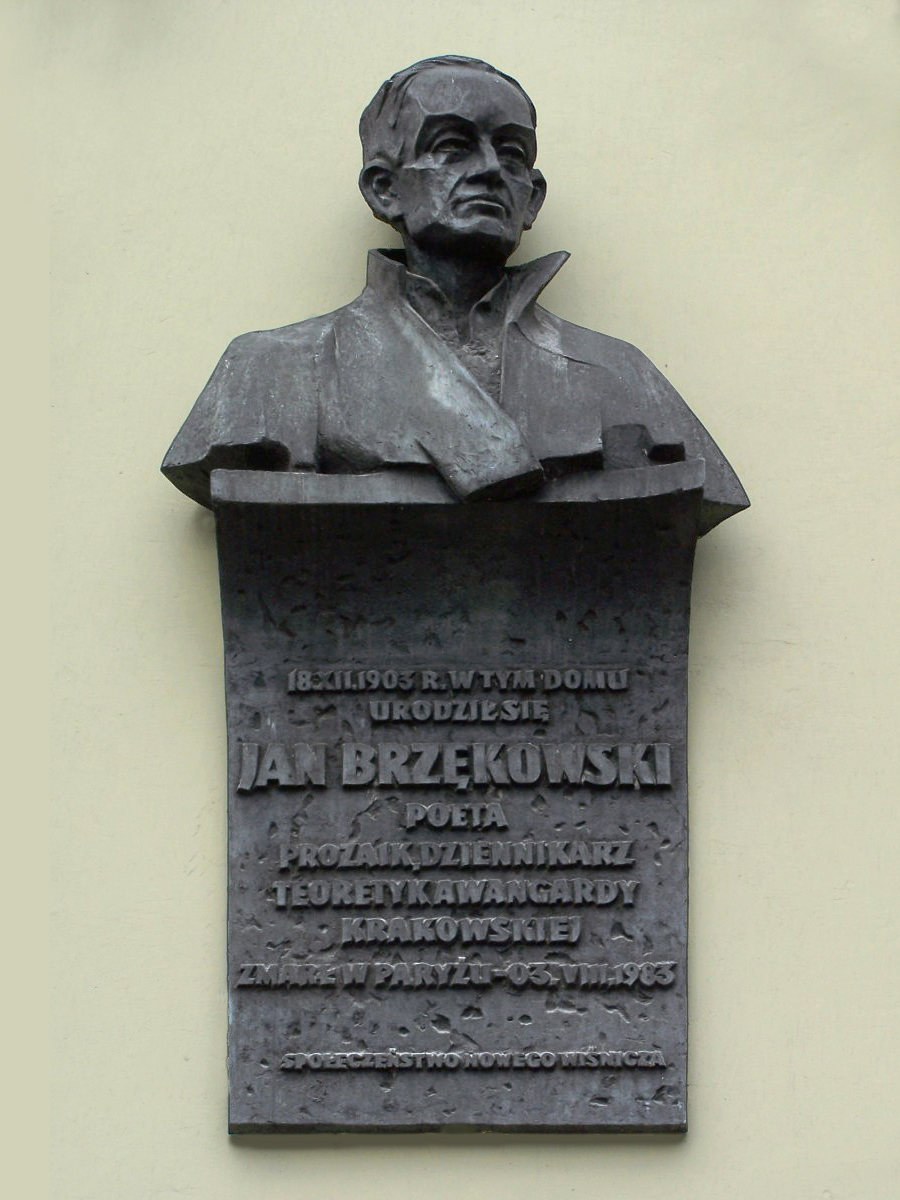
Büste von Jan Brzękowski in nowy Wiśnicz

Jan Brzękowski (* 18. Dezember 1903 in Nowy Wiśnicz; † 3. August 1983 in Paris) war ein polnischer Dichter, Poesietheoretiker und Schriftsteller. Er studierte Polonistik, Romanistik sowie Pharmazie an der Jagiellonen-Universität in Krakau. 1925 debütierte er als Dichter mit dem Gedichtband Tętno (deutsch:Pulsschlag). 1928 ging er nach Paris als Pressekorrespondent.

## Werke

### Gedichte
- (1925) Tętno
- (1928) Na katodzie
- (1933) W drugiej osobie

### Prosa
- (1929) Psychoanalityk w podróży
- (1931) Życie w czasie
- (1931) Bankructwo prof. Muellera
- (1933) Poezja integralna
- (1939) 24 kochanków Pedridy Loost
- (1948) Odyseje
- (1959) Przyszłość nieotwarta